# Cálcis da Celessíria
Cálcis foi uma cidade da Celessíria.
A cidade se localizava próxima a Apameia, na Síria.
Um dos seus reis foi Ptolemeu, filho de Meneu, que também governou Heliópolis, Mássias e a Itureia, um território montanhoso.